# Meteorus longicornis (Ratzeburg)
Meteorus longicornis is een insect dat behoort tot de orde vliesvleugeligen (Hymenoptera) en de familie van de schildwespen (Braconidae). De wetenschappelijke naam van de soort werd voor het eerst geldig gepubliceerd door Julius Theodor Christian Ratzeburg in 1844. Hij had in 1839 twee exemplaren bekomen als parasiet van een rups van Noctua quadra (= Lithosia quadra).